# Іван Марочко
Іван Марочко, рум. Ion Marocico (20 грудня 1974, громада села Ульма Сучавського повіту, Румунія) — український громадський і політичний діяч Румунії.

## Життєпис
Народився Іван Марочко у сім'ї лісоруба 20 грудня 1974 року в українській гуцульській громаді села Ульма Сучавського повіту, де закінчив восьмирічку, а ліцей «Електротіміш» у місті Тімішоара.
У 2004 році закінчив юридичний факультет Університету ім. Ніколає Тітулеску у місті Крайова. Два роки працював юридичним радником, а потім обняв адвокатську професію. Одружений, дружина бухгалтер, мають двоє дітей.

## Громадська і політична діяльність
Іван Марочко є членом тімішоарської організації СУРу з 2001 року, заступником голови Тіміської філії СУРу, а з 2010 року першим заступником. На З'їзді СУРу у Тімішоарі 2011 року, його було обрано головою Комісії з питань етики і спірних питань. Балотувався у депутати від української громади через бажання відстоювати у законодавчому органі Румунії права та інтереси українців, доводити до відома громадськості з трибуни Парламенту проблеми, з якими стикається українська громада.
9 грудня 2012 у Румунії пройшли парламентські вибори. Від Союзу українців Румунії (СУР) балотувався адвокат Іван Марочко з Тімішоари, який увійшов до Парламенту Румунії як представник української громади.